# Luis Sánchez Labat
Luis Sánchez Labat (nacido  el 29 de marzo de 1997 en Pamplona, España) es un pelotari de pelota vasca en la modalidad de mano trinquete, que juega en la posición de zaguero.

## Biografía

### Inicios
Nacido en Pamplona, Luis Sánchez Labat comenzó a jugar a pelota mano en frontón a pared izquierda desde muy joven. Durante la adolescencia decidió cambiar al trinquete, gracias al impulso de Aritz Zabalza, seleccionador navarro de trinquete. Se formó en el club Esteríbar y destacó rápidamente en competiciones regionales y estatales.
Durante su etapa como aficionado, Sánchez Labat consiguió varios logros internacionales:
Medalla de bronce en el Campeonato del Mundo sub-22, en Buenos Aires, Argentina (2017)
Medalla de bronce en el Campeonato del Mundo absoluto, en Barcelona, España (2018)
Medalla de bronce en la Copa del Mundo de trinquete, Pau, Francia (2019).

### Carrera profesional
Luis debutó como profesional en el año 2020, convirtiéndose en el primer pelotari navarro y de Hegoalde en lograrlo, integrándose en la estructura de la empresa Esku Pilota. Ese mismo año disputó la final del Superprestige, aunque sin lograr el título.

### Títulos destacados
- Super Prestige de Donibane Garazi (2023):[2] El 8 de enero de 2023 (edición de 2022), se convirtió en el primer pelotari de Hegoalde en ganar este torneo, tras vencer al tricampeón Peio Larralde por 40–37. Ha sido campeón del Super Prestige en 2 ocasiones más (ediciones de 2023 y 2024).

- Campeonato de Francia Elite Pro Individual (2023):[3] El 5 de marzo de 2023 logró el mayor triunfo de su carrera al vencer al seis veces campeón Baptiste Ducassou por 40–29 en la final disputada en Hazparne. Con esta victoria, se convirtió en el primer pelotari de Hegoalde en proclamarse campeón del torneo.

- Campeonato de Francia Elito Pro Parejas (2024): El 17 de abril de 2024 logró el título de Francia por parejas junto a Pierre Etcheverry, siendo el primer pelotari de Hegoalde en lograrlo. Repetiría esta hazaña en 2025 junto a otro navarro, Iker Espinal.

- Masters de Bayona de trinquete (2024):[4] En julio de 2024 ganó este torneo en la modalidad de parejas junto a Vincent Bideondo, imponiéndose en la final a Mathieu Ospital y Jon Saint-Paul por 40–18.

### Lesiones
En enero de 2025, Sánchez Labat se vio obligado a renunciar a participar en el Campeonato de Francia Elite Pro debido a una pubalgia, con una baja estimada de dos meses. Más tarde, en julio del mismo año, se anunció su baja médica por una operación de ambos hombros debido a la lesión SLAP, con una recuperación estimada de seis meses.

## Final del Campeonato Individual Francia
| Año  | Campeón  | Subcampeón | Tanteo | Trinquete       |
| ---- | -------- | ---------- | ------ | --------------- |
| 2021 | Ducassou | Sanchez    | 40-39  | Trinquet Berria |
| 2023 | Sanchez  | Ducassou   | 40-29  | Trinquet Berria |

## Final del Campeonato de Parejas Francia
| Año  | Campeones              | Subcampeones         | Tanteo | Trinquete                 |
| ---- | ---------------------- | -------------------- | ------ | ------------------------- |
| 2020 | Larralde - Amulet      | Ospital - Sánchez    | 40-36  | Trinquet Moderne (Baiona) |
| 2023 | Echeverria - Ducassou  | Maíz - Sánchez       | 40-32  | Trinquet Moderne (Baiona) |
| 2024 | P.Etcheverry - Sánchez | Bideondo - Ducassou  | 40-32  | Trinquet Moderne (Baiona) |
| 2025 | Espinal - Sánchez      | Ospital - Guichandut | 40-38  | Trinquet Moderne (Baiona) |

## Final del Campeonato Superprestige
| Año  | Campeones | Subcampeones | Tanteo | Trinquete                               |
| ---- | --------- | ------------ | ------ | --------------------------------------- |
| 2020 | Larralde  | Sánchez      | 40-26  | Trinquet Garat (San Juan Pie de Puerto) |
| 2022 | Sánchez   | Larralde     | 40-37  | Trinquet Garat (San Juan Pie de Puerto) |
| 2023 | Sánchez   | Larralde     | 40-39  | Trinquet Garat (San Juan Pie de Puerto) |
| 2024 | Sánchez   | Larralde     | 40-18  | Trinquet Garat (San Juan Pie de Puerto) |

## Palmarés internacional

### Individual
| Mundial de Pelota Vasca | Mundial de Pelota Vasca | Mundial de Pelota Vasca | Mundial de Pelota Vasca |
| Año                     | Lugar                   | Medalla                 | Categoría               |
| ----------------------- | ----------------------- | ----------------------- | ----------------------- |
| 2022                    | Biarritz (Francia)      | Medalla de plata        | Individual              |

### Parejas
| Mundial de Pelota Vasca | Mundial de Pelota Vasca | Mundial de Pelota Vasca | Mundial de Pelota Vasca |
| Año                     | Lugar                   | Medalla                 | Categoría               |
| ----------------------- | ----------------------- | ----------------------- | ----------------------- |
| 2018                    | Barcelona (España)      | Medalla de bronce       | Parejas                 |
| 2022                    | Biarritz (Francia)      | Medalla de plata        | Parejas                 |